# سنط شاذ
السنط الشاذ (الاسم العلمي: Acacia anomala) هي شُجيرة تنتمي لجنس السنط، وهي تستوطن مكان صغير يقع على غرب سواحل غرب أستراليا.